# Căldură mare
Căldură mare este o schiță scrisă de Ion Luca Caragiale în 1899.
Numele străzilor din opera „Caldură Mare” de Ion Luca Caragiale,și anume: „Pacienții” și „Sapienții”, reprezintă răbdare și înțelepciune; o nota comica deoarece „Domnul” nu este deloc înțelept și nu are răbdare deloc fiindcă e grăbit, nu dă dovadă deoarece nu știe pe cine caută și s-a angajat într-o afacere pe care nu poate să o ducă pană la sfârșit. Nu e deloc deștept și nu e deloc descurcăreț deoarece întreabă trecătorii dar el e ferm convins că el are dreptate; insultele pe care le folosește nu sunt decât o autocaracterizare, pe când „feciorul”, care stă pe strada „Pacienții” dă dovadă de răbdare în momentul în care îi ascultă domnului „discursul”. Comunicarea dintre cei doi nu se realizează deoarece cuvintele nu au același înțeles pentru ambii vorbitori de unde denota și comicul operei.
Incultura, prostia este amplificată și de cadrul în care se desfășoară acțiunea care arde sub un soare dogoritor.